# Bodhi
(Aśvaghoṣa. Buddhacarita, Le gesta del Buddha. XIV, 94)
Il termine sanscrito e pāli bodhi (devanāgarī बोधि) indica il "risveglio" buddista inteso in senso spirituale, tradotto in Occidente anche con "illuminazione". Il termine bodhi indica quindi l'illuminazione spirituale nell'ambito della religione buddista.

## Origine del termine e sua resa in altre lingue orientali
Il termine bodhi è derivato dalla radice verbale budh (risvegliarsi, apprendere, capire), corrispondente al verbo budhyate (sanscrito; bujjhati in lingua pāli). Stessa etimologia ha la parola Buddha (il "risvegliato").
Tale termine possiede tre rispettive rese nelle altre lingue orientali:
- in cinese 悟 wù;
- in giapponese satori o go;
- in coreano 오 o;
- in vietnamita ngộ;

o anche
- in cinese 覺 jué;
- in giapponese kaku o gaku;
- in coreano 각 gak o kak;
- in vietnamita giác;
- in tibetano thugs su chud pa;

o anche
- in cinese 菩提  pútí;
- in giapponese bodai;
- in coreano 보리 bori o pori;
- in vietnamita bồ đề;
- in tibetano byang chub.

## Bodhie la sua traduzione nelle lingue occidentali con i termini di "illuminazione" e "risveglio"
Nel XIX secolo, in particolare in ambienti intellettuali legati alla Società Teosofica, è invalso in Occidente l'uso di tradurre bodhi con "illuminazione" e così viene tradotto tuttora nelle principali lingue europee.
William K. Mahony  ritiene questa traduzione pertinente:
Robert M. Gimello  ritiene invece che la traduzione con "illuminazione" del termine sanscrito bodhi possa condurre a dei fraintendimenti e che quindi il termine "risveglio" vada raccomandato al suo posto.

## La dottrina dellabodhi
La bodhi rappresenta in ambito buddista la mèta del percorso religioso. Nel primo buddismo questa mèta veniva indicata con il sostantivo maschile sanscrito mokṣa (liberazione)  ripreso dalle prime Upaniṣad termine poi progressivamente sostituito con quello di bodhi per indicare un analogo significato, ovvero la liberazione dal saṃsāra, il ciclo delle rinascite .
Nel panorama delle differenti scuole buddiste, e delle rispettive dottrine, l'ottenimento della bodhi acquisisce differenti contenuti e significati, così come sono differenti i percorsi da intraprendere per la sua realizzazione.
 La realizzazione della bodhi nel Buddismo dei Nikāya
 La realizzazione della bodhi nel Buddismo Theravāda
Nel Buddismo Theravāda la bodhi viene conseguita da coloro che avendo udito e compreso profondamente la dottrina delle Quattro nobili verità si siano contestualmente incamminati lungo l'Ottuplice sentiero realizzando quindi lo stato di arahant (pāli; sanscrito araht).
Questa "illuminazione", propria degli sāvaka (pāli; sanscrito śrāvaka; 'uditori') è identica, sempre per la scuola Theravāda, anche per i pacekkabuddha (pāli; sanscrito pratyekabuddha; 'buddha solitari') e gli stessi buddha.
Non c'è quindi differenza nella qualità della bodhi tra sāvaka, pacekkabuddha e buddha; la differenza tra questi è piuttosto nel fatto che solo i buddha sono in grado di insegnare la 'dottrina', il Dhamma (pāli; sanscrito Dharma) al termine del loro percorso di bodhisatta (pāli; sanscrito bodhisattva) avendo realizzato lo stato di buddha perfetti (pāli sammāsambuddha; sanscrito samyaksaṃbuddha).
Per mezzo della realizzazione della bodhi, gli sāvaka, i pacekkabuddha e i buddha entrano nel nibbāna (pāli; sanscrito nirvāṇa) e, dopo la loro morte, nel parinibbāna (pāli; sanscrito parinirvāṇa).
La realizzazione della bodhi, e conseguentemente dello stato di arahant e l'ingresso nel nibbāna, avviene quando vengono estinte in modo definitivo tutte le passioni (pāli kilesa; sanscrito kleśa) e gli attaccamenti (pāli taṇhā ; sanscrito tṛṣṇā) e le loro cause. La mente è così liberata dalle tre impurità (pāli asava; sanscrito āsrava): quella dei sensi, del divenire e dell'ignoranza, causa delle infinite rinascite nel samsāra (pāli; sanscrito saṃsāra). L'arahant così liberato non rinascerà più in quanto le sue azioni non hanno più frutto karmico.
 La realizzazione della bodhi nel Buddismo Mahāyāna e nel Mahāyāna Vajrayāna 

Nel Buddismo Mahāyāna e nel Buddismo Mahāyāna Vajrayāna, la bodhi conseguita nelle scuole del Buddismo dei Nikāya e nel Buddismo Theravāda è considerata incompleta e quindi non corrisponde alla bodhi più profonda (l'anuttarā-samyak-saṃbodhi).
Tale considerazione si fonda sul fatto che tali scuole non accolgono come canonici i sutra mahāyāna rifiutando le dottrine lì riportate.
D'altro canto questi sutra mahāyāna, in particolar modo i Prajñāpāramitā sūtra e il Sutra del Loto, non pongono al centro dell'insegnamento del Buddha Śākyamuni la dottrina delle Quattro nobili verità, considerata una dottrina hīnayāna (del "Veicolo inferiore" contrapposto alle dottrine Mahāyāna ovvero del "Grande Veicolo").
Per le scuole del Buddismo dei Nikāya e nel Buddismo Theravāda invece la dottrina delle Quattro nobili verità è centrale per la realizzazione della bodhi risultando invece le dottrine mahāyāna come non 'autentiche' (mai insegnate dal Buddha Śākyamuni) e, in ultima analisi, non utili per la realizzazione del "risveglio".
Secondo i buddisti mahāyāna invece solo la comprensione delle dottrine mahāyāna, con particolare riguardo a quella della vacuità (sanscrito śunyātā, assenza di sostanzialità inerente a tutti i fenomeni) unitamente a quella dell'anātman (assenza di sostanzialità inerente nel percettore dei fenomeni), può portare alla realizzazione della "saggezza onnicomprensiva" (sarvajñatā) e quindi alla bodhi. Per realizzare il "risveglio" non è sufficiente quindi, per i mahāyāna, estinguere la passioni, gli attaccamenti e le loro cause, che anzi nel quadro di queste dottrine radicalmente olistiche sono identiche alla "illuminazione", ma occorre piuttosto 'comprendere' la natura della realtà e la causa dei fenomeni. Per questa ragione il Buddha Śākyamuni, invitato ad esporre nel II capitolo del Sutra del Loto la verità profonda che conduce alla bodhi, la esprime con la dottrina del tathātā (sanscrito; la "talità" ovvero "come le cose sono") e non con la dottrina delle Quattro nobili verità.
Nel Buddismo Mahāyāna la bodhi completa si raggiunge quindi entrando nel veicolo dei bodhisattva (bodhisattvayana) praticando le pāramitā e percorrendo le dieci terre dei bodhisattva (sanscrito daśabhūmi) fino al "risveglio" finale. A questo percorso progressivo si aggiunge un altro percorso che si fonda sulla "illuminazione improvvisa" (in lingua cinese 頓教 dùnjiào) tipica ad esempio della scuola buddista cinese Chán e del suo corrispettivo giapponese, il Buddismo Zen.
A questo quadro di dottrine e pratiche fondate sulle pāramitā, il Buddismo Mahāyāna Vajrayāna aggiunge e predilige degli insegnamenti "esoterici" denominati tantra aventi lo scopo di realizzare "in questo corpo e in questa vita" il profondo "risveglio" spirituale.
La realizzazione della bodhi nel Buddismo Zen